# Gourbit
Kommunen Gourbit i södra Frankrike är belägen i regionen Midi-Pyrenées, cirka tio mil söder om Toulouse och 65 kilometer nordväst om Andorra. Byn är omgiven av kommunerna i Rabat-les-Trois-Seigneurs och Orus Génat och ligger 31 km sydväst om Pamiers, den närmsta staden.
Byn ligger skyddad i en glaciärdal på 820 meter över havet i bergskedjan Pyrenéerna, har ett litet antal bofasta invånare och många sommarturister. Från byn utgår flera populära vandringsleder.
Drygt tre kilometer från Gourbit ligger samhället Tarascon-sur-Ariège, där den stora huvudvägen mellan Toulouse och Andorra passerar.

## Befolkningsutveckling
Antalet invånare i kommunen Gourbit
| Referens: INSEE |